# João Mendes Sachetti Barbosa
João Mendes Sachetti Barbosa (Estremoz, 29 de março de 1714 — 1774) foi um médico português do século XVIII, um dos exemplos mais representativos do iluminismo médico residente em Portugal. Foi o principal responsável pela reforma do curso de Medicina da Universidade de Coimbra, durante o governo pombalino. Foi eleito membro da Royal Society em 10 de maio de 1750.

## Biografia
Nasceu em Estremoz em 1714, sendo filho de João Mendes Sachetti, pedreiro de alvenaria e de Catarina Rodrigues. Apesar de ser de origem humilde, estudou Filosofia em Évora e Medicina em Coimbra, onde se distinguiu, ganhando a fama de ter sido o melhor estudante do seu curso. 
Exerceu a Medicina em Estremoz e Campo Maior até que se estabeleceu em Elvas depois de 1743. Nesta cidade, foi médico do Hospital Real, ocupação que exercera igualmente em Campo Maior. A exemplo do irmão, o Dr. António Mendes Sachetti, Tesoureiro-mor da Sé de Elvas e comissário da Inquisição de Évora, habilitou-se a Familiar do Santo Oficio, de que obteve carta em 1756. Pouco depois tornou-se médico do número da Casa Real e da Câmara do Infante D. Manuel, assim como cavaleiro fidalgo da mesma Casa, e recebeu o grau de cavaleiro da Ordem de Cristo. Foi nomeado Físico-mor do Exército durante a guerra de 1762, mas logo no ano seguinte caiu em desgraça e teve baixa desse posto a 21 de Abril, depois de ter estado preso quatro meses e meio. Terá falecido em finais de 1773 ou em 1774.
A Carta de Familiar terá sido o passaporte de Barbosa para altas funções, mas a sua reputação como homem de ciência é-lhe bastante anterior. Sachetti Barbosa nunca terá saído do país, mas as relações que estabeleceu com sociedades cientificas estrangeiras e com os médicos emigrados mais prestigiados do tempo, tornaram-no num dos exemplos mais marcantes do iluminismo médico residente em Portugal. Em 1747 era já membro da Real Academia Médica de Madrid e iniciou correspondência com Jacob de Castro Sarmento e António Nunes Ribeiro Sanches anteriormente a 1748 e 1750, respectivamente. No ano de 1755 iniciou uma colaboração nas Philosophical Transactions da Royal Society de Londres, de que era sócio. A sua correspondência com Sarmento só terminou com a morte deste em 1762, tendo procurado substituir a sua falta através de Emanuel Mendes da Costa, secretário da Royal Society, com o qual manteve contactos epistolares entre 1763 e 1765. Quanto a Ribeiro Sanches, as boas relações entre ambos mantiveram-se até 1772, quando algumas divergências quanto à reforma dos estudos médicos, lhes vieram pôr um ponto final. Quando, em 1749, Manuel Gomes de Lima fundou no Porto a Academia Médica Portopolitana, o nome de Barbosa surgiu à frente do Círculo Eborense. Entre os sócios da Academia, surgiram vários que terão aderido por via do próprio Sachetti, entre os quais Ribeiro Sanches, Castro Sarmento e vários médicos alentejanos. Segundo o testemunho de Fr. Manuel do Cenáculo, presidente da Junta de Providência corroborado por Ribeiro Sanches, Sachetti Barbosa colaborou muito activamente na reforma dos estudos médicos e terá sido mesmo o autor dos novos Estatutos da Faculdade de Medicina.
Sachetti Barbosa mostrou-se interessado por algumas observações e experiências muito simples descritas no livro Considerações Médicas (1758), mas o seu contributo científico prático foi nulo, limitando-se à sua actividade clínica. Onde o seu contributo merece ser realçado foi como entusiasta e apologista da Filosofia Newtoniana e das teorias médicas de Hermann Boerhaave, servindo de alguma forma de intermediário entre vários homens de ciência emigrados e as autoridades portuguesas, nomeadamente no momento da reforma pombalina da Universidade de Coimbra. Nas Considerações Médicas ele refere existir "ultimamente a vantagem e o artifício do sistema natural do ilustre Boerhaave, sobre que devemos fundar e introduzir a verdadeira Medicina, estabelecido pelo método de filosofar do incomparável Newton, que consiste em acomodar a razão aos experimentos e descobrir as leis da Natureza, depois de um suficiente número de feitos constantes, crítica e logicamente observados". Ele foi o principal teórico da Academia Médica-Portopolitana, cabendo-lhe recitar a "Oração Académica Inaugural" (1749), com 29 reflexões sobre a divisão do trabalho e o método de descrever e indagar as matérias de estudo da Academia. Segundo Barbosa, aos académicos devia ser distribuído um tema de estudo, de acordo com regras minuciosas e todos deviam fazer "profissão da Filosofia Newtoniana, precedendo para isso, se puder ser, o estudo de Geometria, Aritmética, Álgebra, Fluxões, Trigonometria, Secções cónicas, etc.".

## Obra
A principal obra de Barbosa, para além dos contributos publicados no âmbito da Academia Médica Portopolitana, foi o livro Considerações Médicas sobre o metodo de conhecer, curar e preservar as Epidemias, ou Febres Malignas Podres, Pestilenciaes, contagiozas (1758) onde, na forma de três cartas escritas do Alentejo a um amigo de Lisboa, tratou da origem, conhecimento, profilaxia e tratamento das epidemias e febres contagiosas, que o autor considerava ser um dos grandes perigos depois do Terramoto de 1755. Este livro levou Maximiano de Lemos a considerar o médico alentejano como "um dos mais ilustres práticos do seu tempo" e "um espírito bem educado e cheio de entusiasmo por tudo quanto representava verdadeiro progresso no domínio das ciências médicas". O livro de Barbosa, nomeadamente devido aos reparos feitos ao tratamento das febres normalmente seguido em Lisboa, foi objecto de uma resposta por parte do médico Duarte Rebelo Saldanha, no livro Ilustração Médica (1761-62).